# Baćin
Baćin is een plaats in de gemeente Hrvatska Dubica in de Kroatische provincie Sisak-Moslavina. De plaats telt 321 inwoners (2001).